# R Olympic Charleroi Châtelet Farciennes
A R Olympic Charleroi Châtelet Farciennes egy belga labdarúgócsapat Charleroi városában. A klub hazai mérkőzéseinek helyét a 8 000 fő befogadására alkalmas Stade de la Neuville adja. Az egyesület labdarúgó-szakosztályát 1912-ben alapították. A klub jelenleg a Division 1-ben szerepel.

## Játékoskeret
| #  |     | Poszt | Név                 |
| -- | --- | ----- | ------------------- |
| 1  | BEL | K     | Tanguy Moriconi     |
| 3  | BEL | V     | Pie-Luxton Bekili   |
| 4  | FRA | V     | Kieran Felix        |
| 5  | FRA | V     | Victor Corneillie   |
| 6  | BEL | KP    | Geoffrey Ghesquière |
| 7  | ALG | CS    | Mohamed Dahmane     |
| 9  | FRA | CS    | Yassine Delbergue   |
| 10 | BEL | KP    | Quentin Vanderbecq  |
| 11 | BEL | CS    | Alan Mayanga        |
| 12 | FRA | V     | Jérémie Lioka       |
| 14 | BEL | CS    | Francois Engolo     |
| 15 | BFA | KP    | Virgile Marquis     |

| #  |     | Poszt | Név                    |
| -- | --- | ----- | ---------------------- |
| 17 | TUR | KP    | Umut Gündogan          |
| 19 | BEL | KP    | David Perreira-Bofomua |
| 21 | BEL | KP    | Corentin Cottet        |
| 22 | FRA | KP    | Ozkan Cetiner          |
| 23 | BEL | CS    | Joel Ito               |
| 26 | FRA | K     | Ulric Cremers          |
| 30 | FRA | KP    | Kaïss Mansouri         |
| 55 | BEL | V     | Gael Kakudji           |
| 90 | BEL | KP    | El Mehdi Khaida        |
| 93 | BEL | CS    | Leandro Zorbo          |
| 97 | FRA | KP    | Arnaud Guedj           |
| 99 | BEL | CS    | Aissa Saïdane          |

## Fordítás
Ez a szócikk részben vagy egészben  a   R. Olympic Charleroi Châtelet Farciennes című angol Wikipédia-szócikk fordításán alapul.  Az eredeti cikk szerkesztőit annak laptörténete sorolja fel. Ez a jelzés csupán a megfogalmazás eredetét és a szerzői jogokat jelzi, nem szolgál a cikkben szereplő információk forrásmegjelöléseként.